# Anthony Dirk Methorst
Anthony Dirk Methorst (Amersfoort, 9 december 1797 - Amersfoort, 27 oktober 1878) was een Nederlandse burgemeester.

## Loopbaan
Methorst was een zoon van mr. Peter Adriaan Methorst, advocaat, en diens vrouw Geertrui de Bije. Meerdere generaties voor hem hadden zitting in het Amersfoortse gemeentebestuur, zijn grootvader was er een aantal keren burgemeester. Methorst werd zelf wethouder van de stad, hij was daarnaast dijkgraaf van de Slaperdijk.
Nadat burgemeester Wijnand van Assenraad aftrad, volgde Methorst hem op. Hij werd benoemd op 13 december 1848 en legde 2 januari 1849 de eed af. Na de invoering van de Gemeentewet werden in september 1851 de eerste vrije verkiezingen voor de Amersfoortse gemeenteraad gehouden. Methorst nam duidelijk positie tegen de mogelijk verkiezing van een aantal aspirant raadsleden en dreigde met opstappen. Een plaatselijke krant noemde deze handelwijze "strijdig met het beginsel van vrijheid bij de Verkiezingen, hoogst ongepast voor een Burgemeester, en voorzeker allerminst voegzaam voor een man als de Heer Methorst, die in de weinige reeds gehouden Raadsvergaderingen getoond heeft, volstrekt ongeschikt te zijn voor de gewigtige betrekking, door hem sedert eenigen tijd vervuld." Methorst besloot in januari 1852 inderdaad op te stappen en kreeg van koning Willem III eervol ontslag.
Methorst trouwde in 1853 met Adriana Johanna Christina Stoopendaal (1817-1877), zij kregen samen twee dochters. Zijn opvolger mr. Albartus Gerhardus Wijers, een aangetrouwde oomzegger, was een van de getuigen bij het huwelijk. Methorst overleed op 80-jarige leeftijd. In 1914 werd de Methorststraat in Amersfoort naar hem vernoemd.